# 雷米·伯哈努
雷米·伯哈努（Lemi Berhanu，1994年9月13日—）是一名衣索比亞田徑運動員，主攻馬拉松項目。他是2016年波士頓馬拉松男子冠軍。

## 外部連結
- 雷米·伯哈努在的頁面